# Linea Kachovskaja
La linea Kachovskaja (in russo Кахо́вская ли́ния?) o linea 11A, è stata una linea della metropolitana di Mosca. Sebbene la linea sia stata formata nel 1995, tutte le stazioni risalgono al 1969, quando appartenevano alla Linea Zamoskvoreckaja. La linea Kachovskaja era l'unica a Mosca che non presenta interscambi con la linea Kol'cevaja (la linea circolare); era anche la linea più breve, lunga soltanto 3,3 km e con sole tre stazioni.
Dal 26 ottobre 2019 la linea è chiusa per lavori; verrà riaperta nel 2022 come parte della linea Bol'šaja kol'cevaja.

## Storia
La storia di questa breve linea ha inizio con il piano di sviluppo urbano di Mosca, che fu adottato all'inizio degli anni sessanta. Il progetto focalizzò l'attenzione sull'estensione del raggio Zamoskvoreckij dell'allora Linea Gor'kovsko-Zamoskvoreckaja (GZL) a sud. Utilizzando un semplice design per la stazione, la costruzione iniziò a metà degli anni '60, estendendo la metropolitana oltre la riserva naturale Kolomenskoe e nella zona industriale di Nagatino, fino alla stazione di Kaširskaja e poi dividendosi in due direzioni: la prima verso i quartieri di Saburovo e Zjuzino, mentre l'altra nei futuri quartieri di Orechovo e Borisovo. Il primo ramo doveva aprire in quanto estensione della linea, e avrebbe beneficiato di un nuovo deposito, mentre il secondo ramo sarebbe rimasto in progetto per un decennio, finché i nuovi quartieri non fossero stati costruiti. Fu la caratteristica del primo ramo (Kachovskaja), che rese l'intera linea differente dallo standard delle linee moscovite, che seguivano generalmente un percorso più o meno tangenziale all'anello centrale; questa linea, invece, dopo Kashirskaja diviene parallela ad esso.

### Ragioni della costruzione
La ragione della costruzione della linea è stata pratica, dato che le tre stazioni della Linea Kachovskaja connettono tre grandi arterie del traffico di Mosca: la superstrada Kašira, che diventa l'autostrada M4 (E111) che si dirige verso il Caucaso; la superstrada Varšava, che prende il nome da Varsavia, ma che si dirige in realtà verso sud, come la M2 (E105) che procede verso l'Ucraina e la Crimea. Inoltre, la linea attraversa anche la ferrovia in direzione Paveleckij. Da queste motivazioni, è derivata la forma inusuale della linea, che risulta però importante nella geografia dei trasporti. Oltre a questo, gran parte dei residenti che abitano nei quartieri in cui è sorta la linea, sono famiglie di operai della Zavod Imeni Lichačëva (ZiL), la maggiore fabbrica di Mosca, che aiutò la costruzione della metropolitana in modo tale da permettere ai residenti di avere un collegamento diretto con il luogo di lavoro.
Oltre alle motivazioni pratiche, esiste una motivazione più ambiziosa, che comprenderebbe il progetto di un secondo anello di metropolitana (il primo è la linea Kol'cevaja), che permetterebbe ai passeggeri di evitare il centro cittadino; in un futuro forse lontano, le stazioni della Linea Kachovskaja potrebbero divenirne parte.

### Apertura e chiusura
La linea aprì formalmente nell'agosto 1969 e per più di un decennio operò ininterrottamente. Tuttavia, dall'inizio degli anni ottanta, i futuri quartieri di Orechovo e Zjablikovo erano in forte crescita e avevano disperatamente bisogno di una linea metropolitana, pertanto ebbe inizio la costruzione sul secondo ramo. L'idea originale era tuttavia quella di completare il secondo ramo, più lungo, per poi chiudere la linea Kachovskaja e riaprirla solo al completamento del secondo anello. Il 30 dicembre 1984 aprì il tratto di Orechovo e la linea Kachovskaja fu chiusa.

### Problemi
Il 31 dicembre 1984 il ramo Orechovo fu chiuso e la linea Kachovskaja fu riaperta. Un'inondazione nel nuovo tunnel costrinse alla chiusura delle nuove stazioni, e l'insistenza del ZiL convinse le autorità cittadine a non chiudere il ramo più breve. Tutto questo creò tuttavia una serie di problemi, uno dei quali fu l'aggiustamento del percorso ferroviario a Kaširskaja, dove i treni diretti verso sud si separano dopo la stazione, e non prima, impedendo l'uso dell'interscambio tra le banchine. Inoltre, il nuovo ramo vide raddoppiare l'afflusso dei passeggeri, cosa per il quale non era stato progettato.
All'inizio del 1995 fu completata la costruzione e il ramo Kachovskaja fu separato in una linea a sé stante: il passaggio avvenne l'11 agosto 1995.

## Cronologia
| Tratto                           | Data di apertura | Lunghezza |
| -------------------------------- | ---------------- | --------- |
| Avtozavodskaja-Kachovskaja       | 11 agosto 1969   | 9,5 km    |
| Separazione in linea a sé stante | 20 novembre 1995 | - 6,1 km  |
| Chiusura della linea             | 26 ottobre 2019  | - 3,3 km  |
| Totale:                          | 3 stazioni       | 3,3 km    |

## Interscambi
| # | Interscambio                       | Alla stazione di |
| - | ---------------------------------- | ---------------- |
| 2 | Linea Zamoskvoreckaja              | Kaširskaja       |
| 9 | Linea Serpuchovsko-Timirjazevskaja | Kachovskaja      |

## Materiale rotabile
La linea condivide il deposito Zamoskvoreckoe (№ 7) con la linea Zamoskvoreckaja, e può contare su sette treni 81-717/714 con sei carrozze.

## Sviluppi recenti e progetti futuri
Si prevede che nel 2022 la linea riaprirà come parte della Linea Bol'šaja kol'cevaja